# 麦わらでダンス
「麦わらでダンス」（むぎわらでダンス）は、生稲晃子のデビュー・シングル。1988年5月21日発売。発売元はポニーキャニオン。

## 解説
- かつて「うしろ髪ひかれ隊」として活動していた生稲が、ソロ歌手としてのデビュー曲。フジテレビ系アニメ『ついでにとんちんかん』の最後の主題歌として使用された。
- TBS系音楽番組『ザ・ベストテン』へは、1988年6月16日放送時「今週のスポットライト」コーナーに生出演。さらに2週間後にも、当番組の同年6月30日放映の「月間ベストテン」において第10位に入り、それぞれ同楽曲を披露した（但し週間ベストテンの最高位は11位）[1]。
- 同曲の歌詞の替え歌が元広島東洋カープのリチャード・ランスの応援歌に使用されたり（ランス退団後はロッド・アレン、小川達明、ルイス・メディーナ、ジミー・ハーストらに引き継がれた）、日本プロサッカー・JリーグのFC東京のチーム応援ソングに長年使用されていた。また日本プロ野球や高校野球でも応援ソングとして、同曲を使われることもあった。
- 2010年9月に行われたAKB48のプロダクション尾木所属メンバーによるイベント「Team Ogi祭り」にゲスト出演した際、元AKB48メンバーの浦野一美とともに同曲を披露した。
- ファーストアルバム『「生稲」De-Dance』に「ターン・テーブル・ミックス」として収録。

## 収録曲
1. 麦わらでダンス
  - 作詞：秋元康、作曲：後藤次利、編曲：後藤次利
    - CX系テレビアニメ『ついでにとんちんかん』オープニングテーマ
2. 夢に逢いたい　　
  - 作詞：秋元康、作曲：後藤次利、編曲：後藤次利
    - CX系テレビアニメ『ついでにとんちんかん』エンディングテーマ

## 収録作品
- 「生稲」De-Dance（「麦わらでダンス」）
- 「生稲晃子」SINGLESコンプリート
- MYこれ!クション 生稲晃子BEST

## 関連人物
- 秋元康
- 後藤次利